# John Leonard (Curler)
John Leonard (* 29. Dezember 1871 in Québec; † 30. April 1944 ebenda) war ein kanadischer Curler. 
Leonard spielte als Second der kanadischen Québec-Mannschaft bei den III. Olympischen Winterspielen 1932 in Lake Placid im Curling. Die Mannschaft gewann die olympische Silbermedaille. Da Curling damals noch eine Demonstrationssportart war, besitzt die Medaille keinen offiziellen Status.

## Erfolge
- 2. Platz Olympische Winterspiele 1932 (Demonstrationswettbewerb)